# Noboru Iguchi

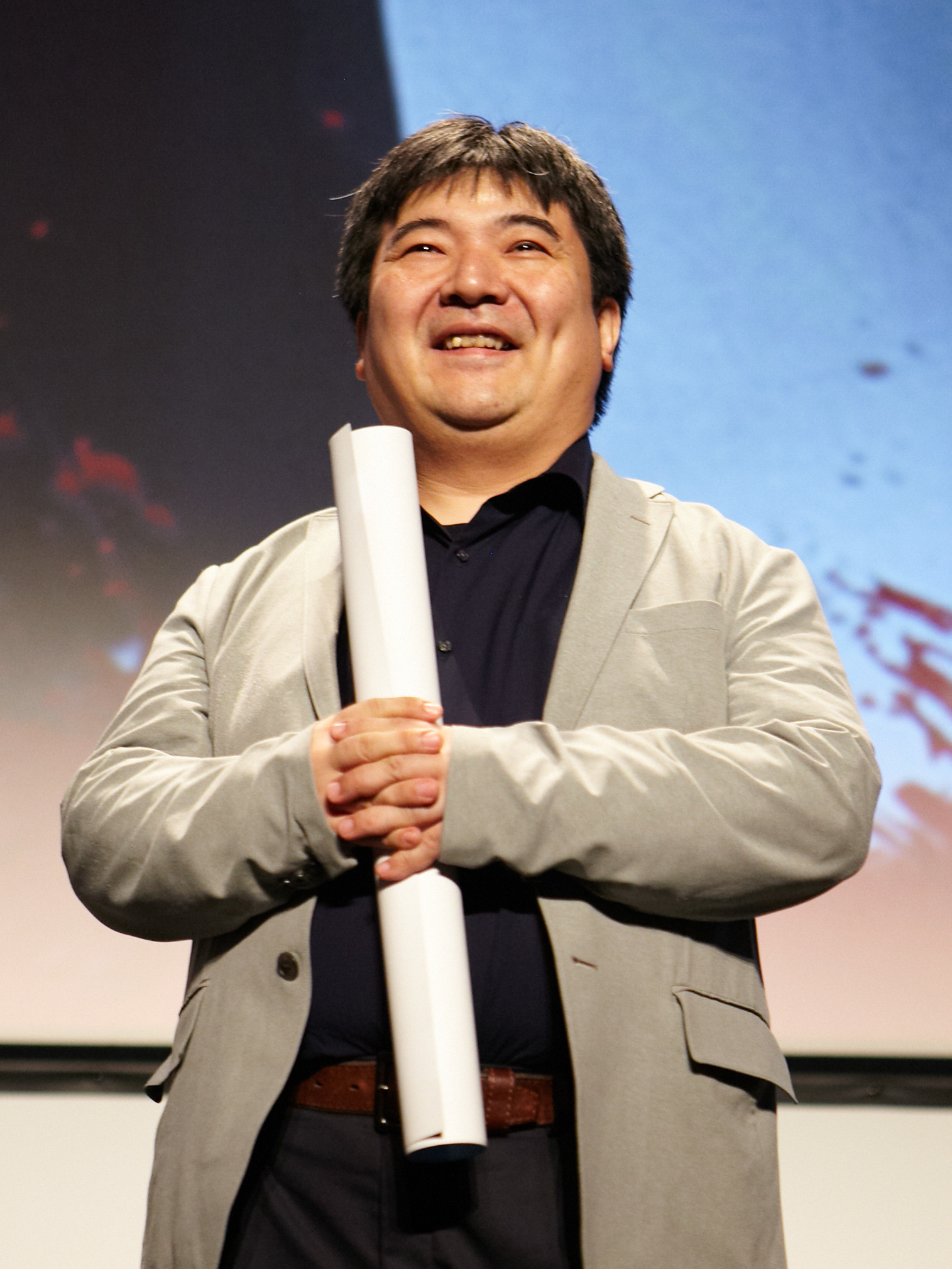
Noboru Iguchi (2016)

Noboru Iguchi (jap. 井口 昇, Iguchi Noboru; * 28. Juni 1969 in der Präfektur Tokio) ist ein japanischer Filmregisseur und Schauspieler.
Am Anfang seiner Karriere standen Pornofilme. Später verlegte er sich auf Splatter-Komödien wie Sukeban Boy oder The Machine Girl.

## Filmografie (Auswahl)
- 2005: Horror Theater – Snake Girl (Umezu Kazuo: Kyôfu gekijô - Madara no shôjo)
- 2006: Sukeban Boy (Oira sukeban)
- 2008: The Machine Girl (Kataude mashin gâru)
- 2009: Shyness Machine Girl (Hajirai mashin gâru) (Kurzfilm)
- 2009: Robo Geisha (Robo-geisha)
- 2010: Mutant Girls Squad (Sentô shôjo: Chi no tekkamen densetsu)
- 2011: Tomie: Unlimited (Tomie: Anrimiteddo)
- 2011: Zombie Ass: Toilet of the Dead (Zonbi asu)
- 2012: Dead Sushi (Deddo sushi)
- 2012: The ABCs of Death
- 2014: Raining Blood